# IC 2179
IC 2179 је елиптична галаксија у сазвјежђу Жирафа која се налази на листи објеката дубоког неба у Индекс каталогу.
Деклинација објекта је + 64° 55' 34" а ректасцензија 7h 15m 32,3s. Привидна величина (магнитуда) објекта IC 2179 износи 12,5 а фотографска магнитуда 13,5. IC 2179 је још познат и под ознакама UGC 3750, MCG 11-9-38A, CGCG 309-25, KCPG 128A, PGC 20516.